# کیلکیر وودز (کالیفرنیا)
کیلکیر وودز (به انگلیسی: Kilkare Woods) یک منطقهٔ مسکونی در ایالات متحده آمریکا است که در شهرستان آلامدا، کالیفرنیا واقع شده‌است. کیلکیر وودز ۷۷۳ نفر جمعیت دارد و ۲۵۲ متر بالاتر از سطح دریا واقع شده‌است.